# Centrale de la Rivière-des-Prairies
 (avril 2019).
Si vous disposez d'ouvrages ou d'articles de référence ou si vous connaissez des sites web de qualité traitant du thème abordé ici, merci de compléter l'article en donnant les références utiles à sa vérifiabilité et en les liant à la section « Notes et références ».
La Centrale de la Rivière-des-Prairies est une centrale hydroélectrique érigée sur la rivière des Prairies, à la pointe est de l'île de la Visitation, entre Laval et Montréal, au Québec. Cette centrale, d'une puissance installée de 45 MW, a été mise en service en 1929. Elle est la seule centrale d'Hydro-Québec à proximité immédiate de la métropole québécoise.
Cette centrale a été acquise par la société d'État au moment de la nationalisation de la Montreal Light, Heat and Power, le 15 avril 1944. La rénovation de l'évacuateur de crues en 1985 a permis d'aménager une piste cyclable et un sentier pédestre sur la rive montréalaise, le Parc-nature de l'Île-de-la-Visitation, ainsi qu'une passerelle pour les pêcheurs du côté de Laval.

### Articles connexes

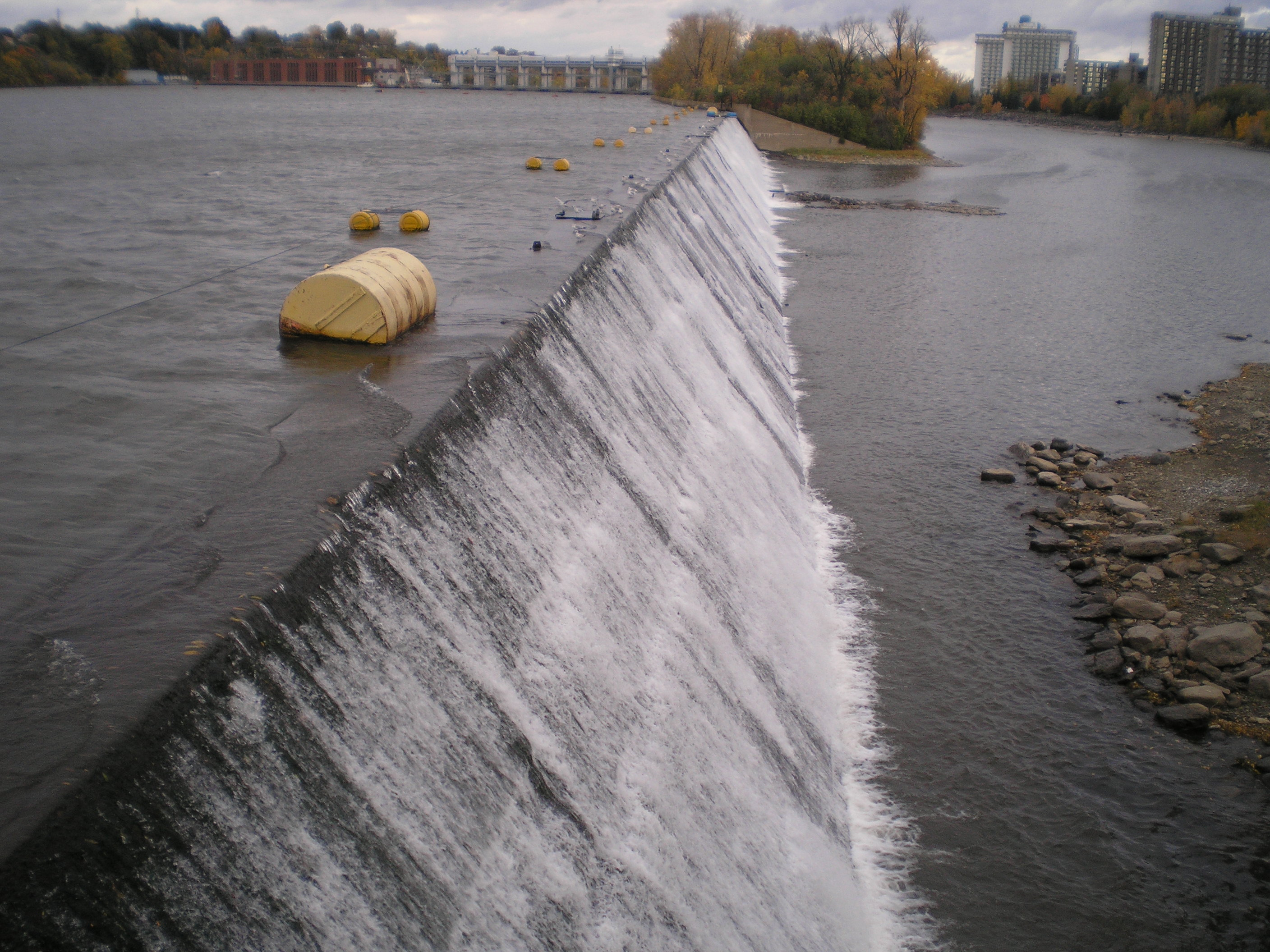
Déversoir de la centrale de la Rivière-des-Prairies